# 通假字
通假字是中国用字现象之一，“通假”就是“通用、假借（非等同六書中的「假借」）”，即用读音相同或者相近的字代替本字。由于种种原因，书写者没有使用本字，而临时借用了音同或音近的字来替代，有人认为部分通假字就是古人所写的白字。通假字大量存在于古书之中，是造成中国古书难读的主要原因之一。现代官方审定标准用字时，有时也会不采纳本字，而把特定的通假字当作标准用字。
通假字所代替的那个字称为“本字”。例如：“甚矣，汝之不惠”（《愚公移山》）中的“惠”是“慧”的通假字，是“智慧”的意思，“慧”便是本字。

## 通假字的成因
通假字的成因多种多样。很多情況下有某一程度的語言規律，不能僅僅理解為古人之訛誤。主要有以下几种原因：
- 通假字與其所代替有古今字之關係。經常是通假字是本字，而今字的由來是後人附加部首以更方便分別字義。例如，「婚姻」的「婚」字最初無女部。見到「昏」字時，難以快速知道其所表現。後人爲了更方便分別「黄昏」的「昏」與「婚姻」的「婚」，在「昏姻」的「昏」字左邊附加女部[1]。故「婚」字流行之前的古文當中經常見到「昏」作「婚」之通假。還有「鳳凰」最初作「鳳皇」，而後人以「几」包「皇」成今字[2]。「莫」是「暮」的本字，而後人借「莫」作代詞。為了更方便分別這兩個詞，在「莫」底下附加了日部以明確日落之義[3]。中國大陸以外的華人地區仍存在附加部首以更方便分別字義的習慣。有時過度。例如，「水果」的「果」字在中國大陸以外或作「菓」。「韭」字或作「韮」，雖然「果」與「韭」本字象形，毋需附加艸部[4]。

- 本字與其通假為同一概念的名詞與動詞，而文言語法的名詞又經常能作含義相關的動詞。例如，「食」字能表現「食物」，亦能表現「吃飯」之義。「合」字在古文當中能作「盒」字之通假。「合」與「盒」不僅僅讀音相同，「盒」字的形聲字聲符是「合」，而且二者皆表現「包容」、「合併」之義。盒子又一般有盖子與它相合，包容盒內之物。最原始的語言只有口語，無書面語，所以「合」與「盒」也許能理解爲同源詞[5]。「合」與「食」的差別就是「合」字在書面又有其他的符号代表其名詞，即是「盒」字。故「合」作「盒」的通假若「食」字一般，使一個字有動詞與名詞的用法。名詞「被」有時作動詞「披」的通假，而「披」的概念一般跟被子、外套有關。「被」與「披」有同一個聲符，即是「皮」，所以古音相同的機率高。古代被子也經常由皮革製做，故三者概念有親密的關係，也許能理解為同源詞[6]。同聲符的形聲字以外的例子當中有動詞「保」，能作名詞「寶」之通假。

- 本字與其通假能作同一動詞的使役動詞。文言語法當中，動詞能直接代表其使役動詞。例如，「飲」字能表現「喝東西」的概念，亦能表現「讓某人喝東西」的概念。「管仲飲酒」表現「管仲喝酒」的意思，而「桓公飲之酒」表現「桓公讓他喝酒」的意思。「飲」在第二句就是「喝東西」的使役概念，即是「讓某人喝東西」的概念。「食」字亦然，能作「飼」的通假。「飼」字意思是「餵食物」，而「餵食物」又能理解爲「讓某某吃東西」，即是「吃東西」的使役概念。而且「食」與「飼」讀音相似，可能同源[7]。「示」與「視」、「見」與「現」亦能為例[8]。

- 文言語法當中形容詞經常能作動詞，故有些形容詞能作含義相關、古音相同或相似的動詞的通假字。例如，「善」能作「繕」的通假。文言語法當中，一個形容詞作為動詞時，一般表現讓賓語的狀態變成該形容詞所表現的狀態的意思。例如，「貴之」的意思是「把它當作貴的東西對待」。「繕之」表現「修理它」的意思，而「善之」表現「讓它變完善」。因為「修理它」與「讓它變完善」的意思相近，而且「善」又是「繕」字的形聲字聲符，所以「善」作為動詞時能作為「繕」的通假。

- 漢語當中有些跟交易、交換、給予動作有關的概念經常有同一個動詞代表方向相反的動作。例如，「借」能表現「借給其他人」或者「借過來」的意思，而「借給其他人」與「借過來」的動作方向相反，但是用同一個動詞表現。「租」亦然，可以表現「租出去」或者「租來用」的概念。古文「受」能作「授」之通假。「授」不僅僅聲符是「受」，而且「受」與「授」是方向相反的同一動作[9]。

- 古人造出一个字，表达一个意思，可是该用哪个字表示哪个意思还在形成过程中，没有一定规律，既可以使用这个字表示某个意思，又可以使用另外一个声音相同或者相近的字表示那个意思。时代越后的文章，通假字越少，反之，通假字越多。

- 避讳。古人最忌讳直呼自己父母的名字中的字，或直写自己父母名字中的字，借用其他字替代。除皇帝本人外，所有的人都不能写当朝皇帝的名。

- 秦始皇焚书坑儒之后，《秦记》以外的各国史记、巫医之外的古书几乎烧光，到汉代，相当部分书籍都是凭一些读书人的背诵、记忆重新写出来，“著之竹帛”。由于当时背诵者只记读音，未记字形，书写者往往会因方言的差异或其文化程度的影响导致记录时将同一个字记录成不同的形体。

- 古人认为语言凭借声音而存在，强调既有此音，即表此义，闻者听音则知义，因而古人在记录时往往依据声音来记录。清代学者王念孙、王引之父子在《经义述闻》就这样说“训诂之要，在声音不在文字。”

- 古人在做记录时，一时想不出本字而用了别字代替，清代的赵翼在《陔余丛考》一书中指出：“字之音同而异义者，俗儒不知，辄误写用，世所谓别字也。”第一个人这样写固然是前面所说的写了白字，但后人都这样效仿以后，便成了“通假”字了。

- 民間普遍用通假字，以訛傳訛，用慣了。現代官方審定標準用字時就從俗採納通假字作為標準寫法，而不採納本字。比如“指揮”本字應該是“指麾”。“麾”是用來指麾軍隊調動的旗幟，轉作動詞，發號令。《三國演義》有“玄德麾軍回身復殺”，就是用了本字。而民間長期寫的“指揮”“揮軍南下”的“揮”其實本來只有擺動舞動的意思，沒有發號令的意思。

## 與假借字的分別
有人常把通假字與六書中的「假借字」相混。嚴格來說，通假字是指本有其字的替代，例如上述例子中，本來已有「慧」字，但卻以「惠」字臨時替代。而六書的假借字則是本無其字，因為要創製新字較麻煩或為免使字數大量增加，而採用同音或近音字表達那種意思，例如「自」字本義是鼻子，因同音關係，借來表示「自己」之意，這是六書中的假借。
即使在古人的訓詁解說中，也有時會把兩個名稱相混。讀者應按其上文下理，或按文字學知識，小心判別。

## 白話文常見通假字
- 行李，“李”本字是同音字“理”，行前整理。

- 跳梁小丑，“樑”本字是同音字“踉”，跳踉，跳躍的意思。

- 指揮，“揮”本字是近音字“麾”，以信號旗發調動令。

- 膩子粉，“膩”本字是近音字“泥”，意思是用膏狀物塗抹。民間只知道“泥”的平聲讀法，源自中古音奴低切，不知自古以來還有源自中古音奴計切的去聲讀法，所以假借“膩”。

- 磊落，“落”本字是同音字“硌”，磊硌，本形容一堆石頭堅硬雄偉的樣子。

- 耳鬢廝磨，“廝”本字是同音字“𥕶”，𥕶就是磨的意思。

- 挑釁，“釁”本字是同音字“舋”，裂痕、嫌隙、爭端。

- 寒傖，“傖”本字是同音字“凔”，凔就是寒的意思。

- 家伙，「伙」本字是近音字「活」，「家伙」本寫作「家活」，意思是家庭生活工具，後來引申為對人的謔稱。[10]另外，「傢伙」的第一個字寫作「家」不寫作「傢」。[10]

## 古籍著名通假字
- 《論語》「學而時習之，不亦說乎」，「說」是「悅」的通假字（或古今字）
- 《禮記·禮運》大同章「大道之行也，天下為公，選賢與能，講信修睦」，當中「與」通「舉」